# Snodgrassia
Snodgrassia is een geslacht van vlinders van de familie bladrollers (Tortricidae), uit de onderfamilie Tortricinae.

## Soorten
- S. calliplecta Diakonoff, 1983
- S. stenochorda (Meyrick, 1928)